# 바탐
바탐(인도네시아어: Kota Batam)은 인도네시아 리아우 제도에 있는 도시다. 싱가포르 남쪽에 위치하고 있다. 바탐의 행정 구역은 바탐섬, 렘팡섬, 갈랑섬의 세 개의 주요 섬과 서쪽의 불란섬과 여러 개의 작은 섬으로 구성되어 있다. 인도네시아와 싱가포르는 1973년 협정을 기본으로 2005년까지 바탐 북부 지역에 관한 분쟁을 완결하기로 합의한 상태이다.

## 개요
싱가포르 남쪽 해안에서 약 20km 떨어진 리아우 제도에 위치해 있으며, 자유무역지대로 지정되어 있다. 바탐의 인구는 110만 명을 넘어 섰으며, 그 대부분이 말레이 인(85%)과 중국인(14%)이지만, 소수의 토착 라우트 족(Orang Laut)도 섬 전체에 살고 있다.
1971년 바탐산업진흥청(BIDA)이 인도네시아 대통령 직속 기관으로 설립되어 싱가포르 정부와의 협조 체제 하에 개발이 시작되었다. 1970년대에 바탐 주요 항구와 공업 지대의 산림에 의한 지형으로 큰 변화를 겪었다. 싱가포르에서 가까운 곳에 값싼 노동력을 제공할 수 있는 장소를 발견했기 때문에 일부 싱가폴 기업이 바탐에 공장을 설립했다.
바탐의 공용어는 인도네시아어지만, 많은 중국계 인구 때문에 조주어와 북경관어처럼 중국어가 특히 비즈니스에서 널리 사용된다. 공업 지대를 제외하고 섬에는 여러 리조트와 관광지가 있다.
바탐의 중심 도시는 나고야에서 제2차 세계 대전 중 일본군이 섬에 주둔해 온 때 붙여진 이름 일 것이라고 알려져 있다.

## 지리
바탐은 카리문섬, 블랑섬의 동쪽에 있으며 빈탄섬의 서쪽, 렘팡섬의 북쪽, 그리고 싱가포르의 남쪽에 위치한다. 리아우 해협은  바탐섬과 빈탄섬을 분리한다. 3개의 주요 저수지가 있다.

## 행정
지방 청사가 바탐의 중심부에 자리를 잡고 있다. 가장 큰 시 공통체와 주요 상업 허브는 루룩 바자(예전에 나고야로 알려진 곳)에 위치하고 있다. 기타 거주 지역으로는 발로이 가든, 세쿠팡, 농사푸라(농사), 텔룩 세님바, 바투 암푸르, 조도 등이다.
바탐 시는 12개의 구(kecamatan)가 있으며, 시 자체에 있는 것뿐만 아니라 부란섬, 렘팡섬, 가랑섬 등의 지역도 포함한다. 그래서 전체 지자체를 보통 바레랑(Barelang)이라는 약자로 사용한다. 2010년 인구조사를 기준으로 구와 인구는 다음과 같다.
| 명칭                        | 인구 2010 인구 센서스 |
| --------------------------- | --------------------- |
| Belakang Padang             | 18,508                |
| Bulang                      | 9,531                 |
| Galang                      | 14,983                |
| Sei Beduk                   | 80,349                |
| Sagulung                    | 149,727               |
| Nongsa                      | 49,828                |
| Batam Centre (central city) | 162,238               |
| Sekupang                    | 100,108               |
| Batu Aji                    | 127,455               |
| Lubuk Baja                  | 80,780                |
| Batu Ampar                  | 58,745                |
| Bengkong                    | 92,033                |

## 기후
| Batam의 기후             | Batam의 기후 | Batam의 기후 | Batam의 기후 | Batam의 기후 | Batam의 기후 | Batam의 기후 | Batam의 기후 | Batam의 기후 | Batam의 기후 | Batam의 기후 | Batam의 기후 | Batam의 기후 | Batam의 기후 |
| 월                       | 1월          | 2월          | 3월          | 4월          | 5월          | 6월          | 7월          | 8월          | 9월          | 10월         | 11월         | 12월         | 연간         |
| ------------------------ | ------------ | ------------ | ------------ | ------------ | ------------ | ------------ | ------------ | ------------ | ------------ | ------------ | ------------ | ------------ | ------------ |
| 일평균 최고 기온 °C (°F) | 29.8 (85.6)  | 30.4 (86.7)  | 31.0 (87.8)  | 31.2 (88.2)  | 31.2 (88.2)  | 31.0 (87.8)  | 30.7 (87.3)  | 30.6 (87.1)  | 30.6 (87.1)  | 30.8 (87.4)  | 30.3 (86.5)  | 29.6 (85.3)  | 30.6 (87.1)  |
| 일일 평균 기온 °C (°F)   | 26.0 (78.8)  | 26.3 (79.3)  | 26.8 (80.2)  | 27.0 (80.6)  | 27.2 (81.0)  | 27.1 (80.8)  | 26.9 (80.4)  | 26.8 (80.2)  | 26.7 (80.1)  | 26.8 (80.2)  | 26.4 (79.5)  | 25.9 (78.6)  | 26.7 (80.0)  |
| 일평균 최저 기온 °C (°F) | 22.2 (72.0)  | 22.3 (72.1)  | 22.6 (72.7)  | 22.9 (73.2)  | 23.3 (73.9)  | 23.3 (73.9)  | 23.1 (73.6)  | 23.0 (73.4)  | 22.9 (73.2)  | 22.8 (73.0)  | 22.6 (72.7)  | 22.3 (72.1)  | 22.8 (73.0)  |
| 평균 강우량 mm (인치)    | 261 (10.3)   | 151 (5.9)    | 186 (7.3)    | 202 (8.0)    | 191 (7.5)    | 171 (6.7)    | 173 (6.8)    | 171 (6.7)    | 190 (7.5)    | 207 (8.1)    | 275 (10.8)   | 298 (11.7)   | 2,476 (97.3) |
| 출처: Climate-Data.org   |              |              |              |              |              |              |              |              |              |              |              |              |              |

인도네시아의 타지역처럼 건기에는 비가 거의 안 와서 너무 덥고 우기에서는 비가 미친 듯이 와서 시원하다.
특히 우기 때는 일일 최고기온이 30도 미만에 머무른다.또 맑은 날에는 체감온도가 기온보다 높고 비가 오는날에는 체감온도가 기온과 일치하다.

## 경제

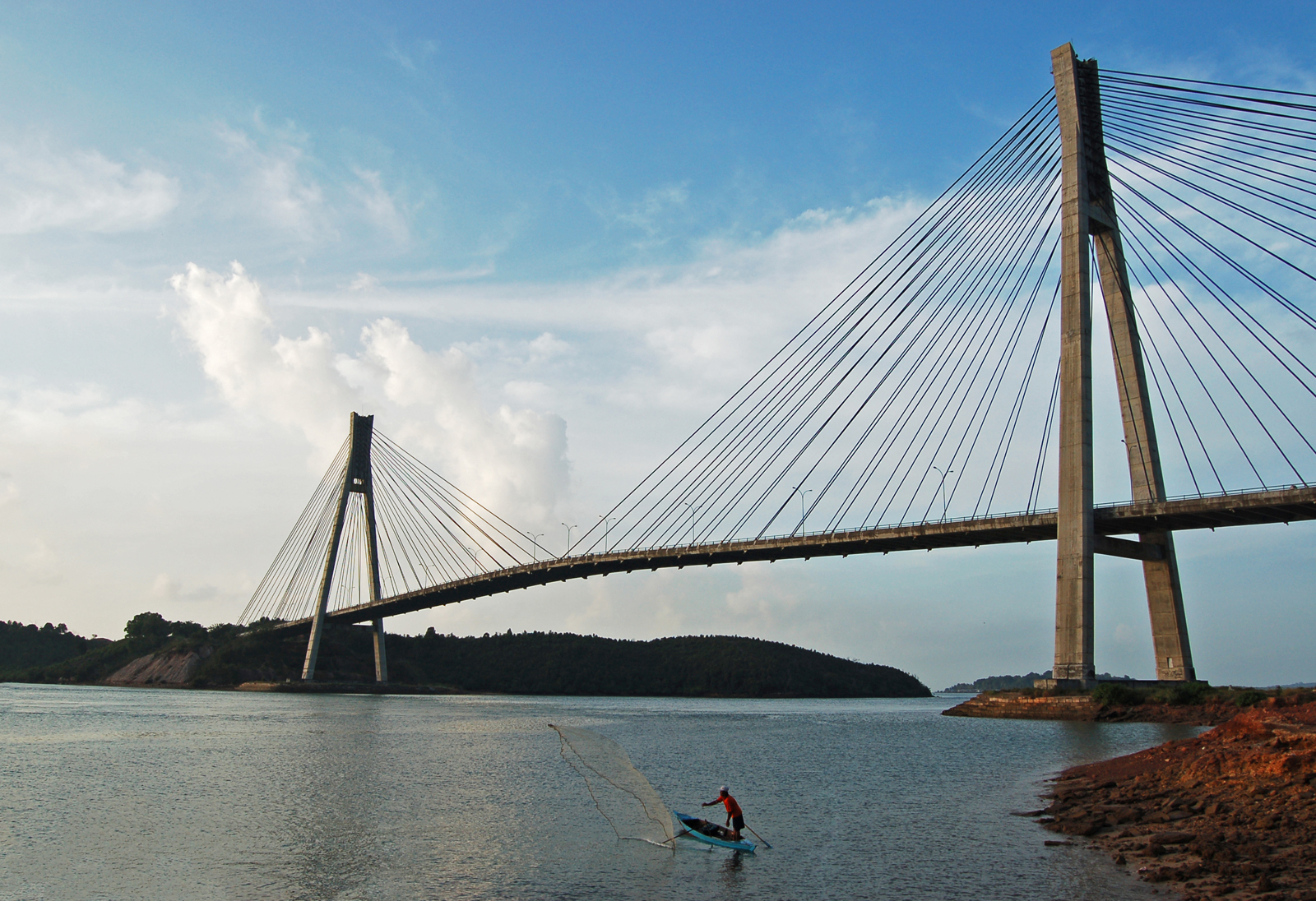
바레랑 교

바탐 시에 대통령령 41/1973호에 따라 바탐산업진흥청(BIDA)이 415평방킬로미터의 면적에 산업단지를 설립했다. 이전에는 인도네시아 국영 석유회사인 페르타미나만이 6천명의 인구와 함께 거주하고 있었다.

## 갤러리

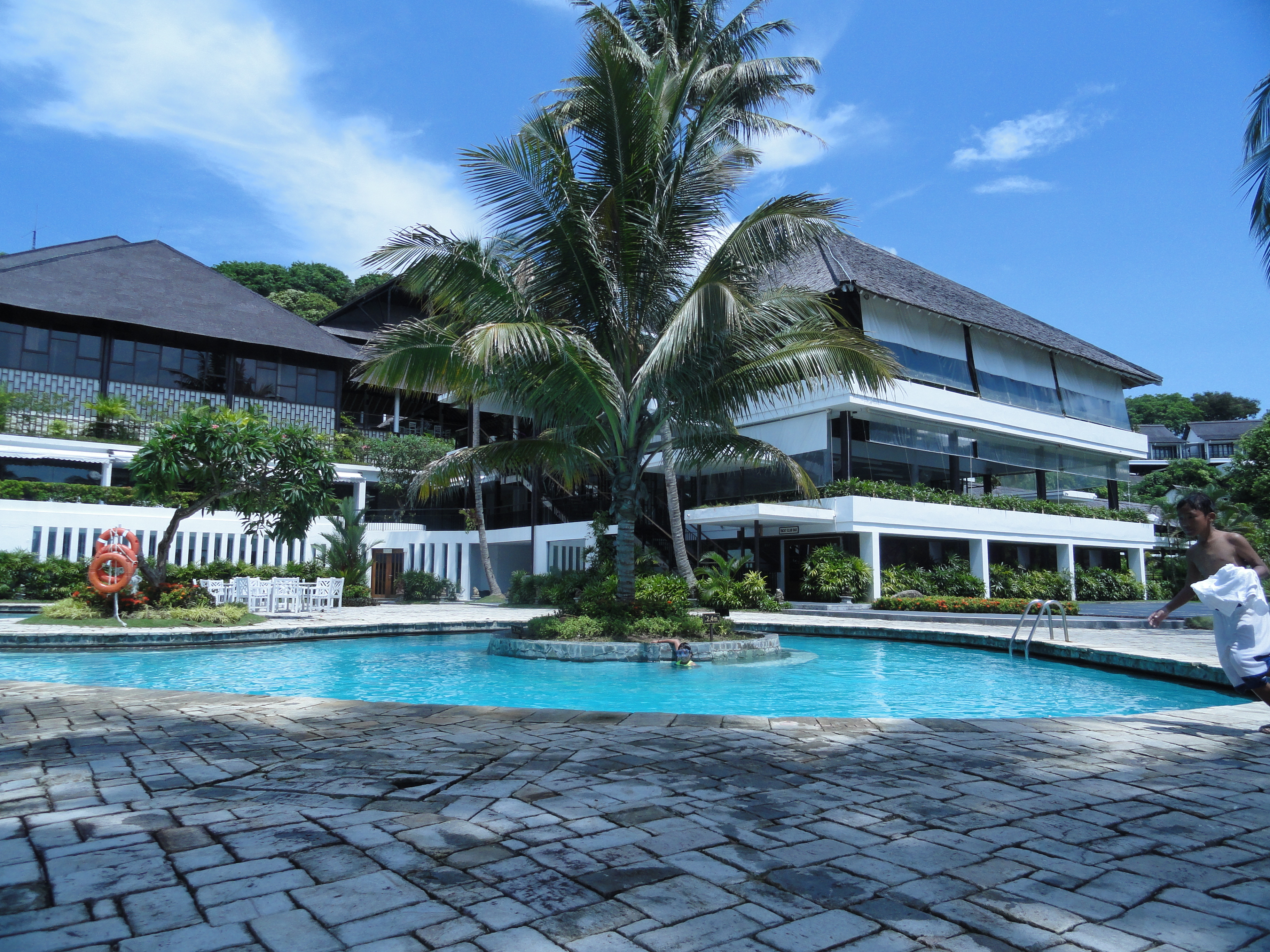
투리 비치 리조트